# Курбанов, Хоронбай Заирович
Хоронбай Заирович Курбанов — советский хозяйственный, государственный и политический деятель, Герой Социалистического Труда.

## Биография
Родился в 1915 году в кишлаке Ворух. Член КПСС.
С 1932 года — на хозяйственной, общественной и политической работе. В 1932—1961 гг. — табельщик в Исфаринском районе, в кооперативном техникуме в Ленинабаде, управляющий республиканской масломолочной базой «Таджикпотребсоюза», инструктор орготдела ЦК КП (б) Таджикистана, участник Великой Отечественной войны, заместитель редактора газеты «Новости Дня» в Иране, ответственный организатор организационно-инструкторского отдела ЦК КП (б) Таджикистана, первый секретарь Гармского райкома КП (б) Таджикистана, первый секретарь Кировабадского райкома КП (б) Таджикистана, главный контролер Министерства государственного контроля Таджикской ССР по группе Министерства пищевой и мясомолочной промышленности, первый секретарь Регарского райкома партии, первый секретарь Сталинабадского райкома КП Таджикистана.
Указом Президиума Верховного Совета СССР от 15 января 1957 года присвоено звание Героя Социалистического Труда с вручением ордена Ленина и золотой медали «Серп и Молот».
Избирался депутатом Верховного Совета Таджикской ССР.
Умер в 1992 году.